# Athanasios Protopsaltis
Athanasios Protopsaltis (griechisch Αθανάσιος «Θανάσης» Πρωτοψάλτης, * 12. September 1993 in Limassol) ist ein griechischer Volleyballnationalspieler.

## Karriere
Protopsaltis ist der Sohn zweier Volleyballspieler. Zunächst spielte er Fußball, kam dann aber durch Beachvolleyball am Strand zum Volleyball. Er begann seine Karriere 2006 bei Anorthosis Famagusta. Mit dem Verein wurde er 2009, 2010 und 2011 dreimal in Folge zyprischer Meister und Pokalsieger. Er spielte 2010 erstmals in der Junioren-Nationalmannschaft und nahm mit dem Team an der Nachwuchs-Europameisterschaft 2011 und der Weltmeisterschaft 2012 teil. 2011 wechselte der Außenangreifer zum griechischen Erstligisten Panathinaikos Athen. 2013 gab er sein Debüt in der griechischen Nationalmannschaft. In der Saison 2013/14 spielte Protopsaltis bei AO Kifisia und erreichte das Pokalfinale sowie den dritten Platz in der Meisterschaft. Danach kehrte er zu Panathinaikos zurück. 2015 wechselte Protopsaltis nach Frankreich zu Narbonne Volley. Mit der Nationalmannschaft nahm er an der Volleyball-Weltliga 2016 teil. Danach wurde er vom deutschen Bundesligisten VfB Friedrichshafen verpflichtet. Mit dem Verein gewann er in der Saison 2016/17 den DVV-Pokal und wurde deutscher Vizemeister. In den nächsten beiden Spielzeiten 2017/18 und 2018/19 gab es weitere Pokalsiege und Protopsaltis wurde mit Friedrichshafen erneut Vizemeister. 2019 wechselte er zu Czarni Radom.